# Ruta Nacional 75 (Argentina)
La Ruta Nacional 75 es una carretera argentina asfaltada, que se encuentra en el norte de la provincia de La Rioja, uniendo las ciudades de La Rioja (en el empalme con la Ruta Nacional 38) y Aimogasta (en el empalme con la Ruta Nacional 60) en un recorrido de 129 km).

## Localidades
Las ciudades y pueblos por los que pasa esta ruta de sur a norte son los siguientes (los pueblos con menos de 5000 hab. figuran en itálica).

### Provincia de La Rioja
Recorrido: 129 km (kilómetro 0 a 129).
- Departamento Capital: La Rioja (kilómetro 0-6).
- Departamento Sanagasta: acceso a Villa Sanagasta (km 32).
- Departamento Castro Barros: Aminga (km 93), Anillaco (km 98) y acceso a Anjullón (km 107).
- Departamento Arauco: Aimogasta (km 129).

## Historia
Esta ruta pasó a la provincia de La Rioja mediante el Decreto Nacional 1595 de 1979. De esta manera pasó cambió su denominación a Ruta Provincial 1. En 1990 el gobierno provincial y la Dirección Nacional de Vialidad firmaron un convenio por el que el camino volvía a jurisdicción nacional.
El último tramo que se pavimentó es el que corresponde al tramo entre Villa Sanagasta y el paraje Pinchas (km 32-83) y se ejecutó entre el 29 de septiembre de 1993 y el 31 de octubre de 1997. El resto del recorrido ya estaba pavimentado en la década de 1970. En 2014 fue inaugurado por el gobernador Luis Beder Herrera la extensión de la ruta pavimentada hasta el  tramo Las Padercitas- Dique Los Sauces. El proyecto realizado por el Gobierno provincial.